# النحس (رواية)
النحس هي الرواية الأولى في ثلاثية خيالية للأطفال للصف المتوسط من تأليف سيج بلاكوود نشرتها هاربر كولينز في عام 2013. تدور أحداث الرواية في غابة قديمة تُسمى أوروالد، وتحكي مغامرات صبي يدعى جينكس الذي تم التخلي عنه في الغابة وأنقذه الساحر سيمون ماجوس. نشأ جينكس في منزل سيمون. بعد أن قام الساحر بإلقاء تعويذة على جينكس تسببت في فقدانه قدرته على رؤية مشاعر الآخرين، يهرب جينكس لطلب المساعدة من بونماستر الشرير. 
الكتابان الثاني والثالث في الثلاثية هما سحر النحس (2014) ونار النحس (2015).
نشرت هاربر كولينز في عام 2017 قصة خيال منفصلة من بلاكوود لقراء الصف المتوسط، مدرسة الآنسة إليكوت للعقول السحرية. 

## الاستقبال
وفقًا لصحيفة نيويورك تايمز رواية النحس سحرية ورائعة عالم خيالي بشكل رائع، مع "مشاهد مبهجة وساحرة ومشوقة."  اختيرت الرواية كأفضل رواية لعام 2013 من قبل موقع مراجعات كيركس  ومجلة سكول لايبراري جورنال وبوكليست ومكتبة شيكاغو العامة  وأمازون. 
كتب مُراجع صحيفة الغارديان كريستوفر دبليو عن رواية سحر النحس أكره بدء سلسلة جزئية لكن المؤلف قام بعمل جيد في بإقناعي بالقصة. سأقرأ الرواية الأول في السلسلة قريبًا جدًا. أوصي بهذا لمحبي أي شيء سحري!
قال موقع مراجعات كيركس عن نار النحس "خاتمة قوية للثلاثية ... مترابطة بقدر مناسب من البطولة والفكاهة والتقلبات البارعة في الشخصية." 
كانت النحس من ضمن المشتريات التي قام بها الرئيس أوباما لبناته، في مكتبة مستقلة بمنطقة العاصمة في عطلة نهاية الأسبوع لعيد الشكر لعام 2013 يوم السبت للأعمال الصغيرة. 